# Dorian Electra
Дориан Электра Фридкин Гомберг (англ. Dorian Electra Fridkin Gomberg; 25 июня 1992 года, Хьюстон, Техас) — американский музыкальный исполнитель, автор песен и исполнитель перформансов. Дебютный студийный альбом Дориан Электра Flamboyant был выпущен в 2019 году, за ним последовал второй студийный альбом My Agenda в 2020 году. Третий альбом Fanfare вышел в 2023 году. Дориан Электра — гендерфлюид, использующий местоимения неопределённого рода (they/them, «они»).

## Ранняя жизнь
Отец Электра — Пол Гомберг, известный в Хьюстоне как «the Rockstar Realtor». Мать — художница и дизайнер украшений Паула Фридкин. Электра окончил среднюю школу Монтессори в Хьюстоне. Посещал Shimer College, школу Great Books в Чикаго, с 2010 по 2014 год.

## Карьера
Электра впервые привлек к себе внимание в 2010 году своим музыкальным видео «I'm in Love with Friedrich Hayek», в котором восхвалял философию австрийского экономиста Фридриха Хайека и комментировал современного австрийского профессора теории Стивена Хорвица.
В 2011 году было выпущено ещё два видео: «Roll with the Flow» и «We Got it 4 Cheap». «We Got it 4 Cheap» занял второе место в конкурсе видео «Спрос и предложение» Фонда Ллойда В. Хакли.
В 2012 году стажировался в продюсерской компании Emergent Order.
Затем Электра выпустил новое, также ориентированное на экономику поп-видео «FA$T CA$H» благодаря премии от Moving Picture Institute.
В 2014 году Электра выпустил музыкальное видео под названием «What Mary Didn't Know», основанное на одноимённом философском мысленном эксперименте Фрэнка Джексона (1986).
В 2015 году был выпущен видеоклип Электра «Forever Young: A Love Song to Ray Kurzweil», посвящённый футуристу Рэю Курцвейлу.
В 2017 году Электра поучаствовал в записи трека Charli XCX «Femmebot» с Микки Бланко.
В 2018 году Электра выпустил три новых трека под названием «Career Boy», «VIP» и «Man to Man».
В 2019 году Электра выпустил свой дебютный альбом Flamboyant. В августе 2019 года Электра отправился в тур Flamboyant: Chapter I, который продлился до ноября 2019 года. Второй тур, Flamboyant: Chapter II, начался в 2020 году. Однако в марте того же года остальные даты тура были перенесены из-за COVID-19.
В 2020 году Электра выпустил сингл «Thirsty (For Love)» в сотрудничестве с фанатами. Позже в том же году он выпустил deluxe-версию альбома Flamboyant. После этого он выпустил синглы «Sorry Bro (I Love You)», «Give Great Thanks», «Gentleman» и «M’Lady». 21 сентября 2020 года Electra анонсировали свой проект My Agenda, в котором приняли участие Ребекка Блэк, Фарис Бадван, Pussy Riot, Village People и Дилан Брэди. Проект был представлен 16 октября 2020 года и описывается как исследующий «кризис мужественности»

## Личная жизнь
Электра идентифицирует себя как квир и гендерквир и использует местоимения «они» и «их». Ему был поставлен диагноз синдром дефицита внимания.

## Дискография

### Альбомы

#### Студийные альбомы
| Название   | Детали                                                                                 |
| ---------- | -------------------------------------------------------------------------------------- |
| Flamboyant | - Выпущен: 17 июля 2019 - Лейбл: нет - Форматы: Digital download, LP, CD, streaming    |
| My Agenda  | - Выпущен: 16 октября 2020 - Лейбл: нет - Форматы: Digital download, LP, CD, streaming |
| Fanfare    | - Выпущен: 6 октября 2023 - Лейбл: нет - Форматы: Digital download, LP, CD, streaming  |

#### Инструментальные альбомы
| Название                          | Детали                                                  |
| --------------------------------- | ------------------------------------------------------- |
| Flamboyant Deluxe (Instrumentals) | - Выпущен: 1 мая 2020 - Лейбл: нет - Форматы: streaming |

#### Demo альбомы
| Название                 | Детали                                                       |
| ------------------------ | ------------------------------------------------------------ |
| Flamboyant ~ Voice Memos | - Выпущен: 14 мая 2020 - Лейбл: нет - Форматы: streaming     |
| Fanfare: The Lost Demos  | - Выпущен: 18 октября 2024 - Лейбл: нет - Форматы: streaming |

### Синглы
| Название                                                                       | Год  | Альбом           |
| ------------------------------------------------------------------------------ | ---- | ---------------- |
| «Clitopia»                                                                     | 2016 | без альбома      |
| «Mind Body Problem»                                                            | 2016 | без альбома      |
| «Vibrator»                                                                     | 2016 | без альбома      |
| «High Heels»                                                                   | 2016 | без альбома      |
| «Drag» (featuring Imp Queen, Lucy Stoole, Eva Young, The Vixen, & London Jade) | 2016 | без альбома      |
| «Jackpot»                                                                      | 2017 | без альбома      |
| «Control» (featuring Zuri Marley, Chynna, K RIzz and London Jade)              | 2017 | без альбома      |
| «VIP» (featuring K Rizz)                                                       | 2018 | без альбома      |
| «Career Boy»                                                                   | 2018 | Flamboyant       |
| «Man To Man»                                                                   | 2018 | Flamboyant       |
| «2 Fast»                                                                       | 2019 | без альбома      |
| «Flamboyant»                                                                   | 2019 | Flamboyant       |
| «Daddy Like»                                                                   | 2019 | Flamboyant       |
| «Thirsty (For Love)»                                                           | 2020 | без альбома      |
| «Sorry Bro (I Love You)»                                                       | 2020 | My Agenda        |
| «Give Great Thanks»                                                            | 2020 | My Agenda        |
| «Gentleman»                                                                    | 2020 | My Agenda        |
| «M’Lady»                                                                       | 2020 | My Agenda        |
| «Edgelord» (featuring Rebecca Black)                                           | 2020 | My Agenda        |
| «My Agenda» (featuring Village People & Pussy Riot)                            | 2020 | My Agenda        |
| «Freak Mode»                                                                   | 2023 | Fanfare          |
| «Sodom & Gomorrah»                                                             | 2023 | Fanfare          |
| «anon»                                                                         | 2023 | Fanfare          |
| «Puppet»                                                                       | 2023 | Fanfare          |
| «Idolize»                                                                      | 2023 | Fanfare          |
| «We Invented Love» (featuring Frost Children & atlgrandma)                     | 2024 | We Invented Love |

#### Как приглашённый исполнитель
| Название                                                                                           | Год  | Альбом                                    |
| -------------------------------------------------------------------------------------------------- | ---- | ----------------------------------------- |
| «Femmebot» (Charli XCX, Mykki Blanco featuring Dorian Electra)                                     | 2017 | Pop 2                                     |
| «Open My Eyes» (Ravenna Golden featuring Dorian Electra)                                           | 2018 | без альбома                               |
| «Gec 2 Ü (Remix)» (100 Gecs featuring Dorian Electra)                                              | 2020 | 1000 Gecs & The Tree of Clues             |
| «Friday (Remix)» (Rebecca Black featuring 3OH!3, Big Freedia & Dorian Electra)                     | 2021 | без альбома                               |
| «Toxic» (Pussy Riot featuring Dorian Electra & Dylan Brady)                                        | 2021 | без альбома                               |
| «Replay (Dorian Electra Remix)» (Lady Gaga featuring Dorian Electra, Chris Greatti & Count Baldor) | 2021 | Dawn of Chromatica: The Remix Album       |
| «Notice Me» (S3RL, Dorian Electra featuring Nikolett)                                              | 2022 | Notice Me                                 |
| «I like u (Dorian Electra Remix)» (Tove Lo featuring Dorian Electra)                               | 2023 | Dirt Femme (Extended Cut)                 |
| «Teenage Dirtbag» (Sega Bodega featuring Dorian Electra)                                           | 2024 | Reestablishing Connections [2020]         |
| «On 1» (Safety Trance featuring Dorian Electra)                                                    | 2024 | On 1                                      |
| «UFO (Dorian Electra & Count Baldor Remix)» (f5ve featuring Dorian Electra & Count Baldor)         | 2025 | UFO (Dorian Electra & Count Baldor Remix) |

### Другое
| Название                                | Год  | Другие исполнители | Альбом                     |
| --------------------------------------- | ---- | ------------------ | -------------------------- |
| «Teenage Dirtbag»                       | 2020 | Sega Bodega        | Reestablishing Connections |
| «Give Great Thanks (Count Baldor Edit)» | 2020 | н/д                | Appleville (Golden Ticket) |
| «1 Pill 2 Pill»                         | 2021 | н/д                | Mutants Vol. 4: Love       |

## Видео
| Название                                                     | Год  | Детали |
| ------------------------------------------------------------ | ---- | ------ |
| «I’m in Love with Friedrich Hayek»                           | 2010 |        |
| «Roll with the Flow»                                         | 2011 |        |
| «We Got It 4 Cheap»                                          | 2011 |        |
| «Party Milk»                                                 | 2011 |        |
| «FA$T CA$H»                                                  | 2012 |        |
| «What Mary Didn’t Know»                                      | 2015 |        |
| «Forever Young: A Love Song To Ray Kurzweil»                 | 2015 |        |
| «Ode to the Clitoris»                                        | 2016 |        |
| «Mind Body Problem»                                          | 2016 |        |
| «The History of Vibrators»                                   | 2016 | [ 19 ] |
| «Dark History of High Heels»                                 | 2016 | [ 20 ] |
| «2000 Years of Drag»                                         | 2016 | [ 21 ] |
| «Control»                                                    | 2017 | [ 22 ] |
| «Jackpot»                                                    | 2017 |        |
| «Career Boy»                                                 | 2018 |        |
| «V.I.P.»                                                     | 2018 |        |
| «Man to Man»                                                 | 2018 |        |
| «Flamboyant»                                                 | 2019 |        |
| «Daddy Like»                                                 | 2019 |        |
| «Adam & Steve»                                               | 2019 |        |
| «Guyliner»                                                   | 2020 |        |
| «Sorry Bro (I Love You)»                                     | 2020 |        |
| «Give Great Thanks»                                          | 2020 |        |
| «Gentleman / M’Lady»                                         | 2020 |        |
| «Edgelord» (feat. Rebecca Black)                             | 2020 |        |
| «F the World»                                                | 2020 |        |
| «Friday (Remix) [feat. 3OH!3, Big Freedia & Dorian Electra]» | 2021 |        |
| «Freak Mode»                                                 | 2023 |        |
| «Sodom & Gomorrah»                                           | 2023 |        |
| «anon»                                                       | 2023 |        |
| «Puppet»                                                     | 2023 |        |
| «Idolize»                                                    | 2023 |        |
| «UFO (Dorian Electra & Count Baldor Remix)»                  | 2025 |        |